# Kolej Drezynowa
Kolej Drezynowa – pierwsza w Polsce kolej drezynowa, przedsięwzięcie mające na celu opiekę nad nieczynną linią kolejową nr 229 i organizację przejazdów turystycznych drezynami ręcznymi.

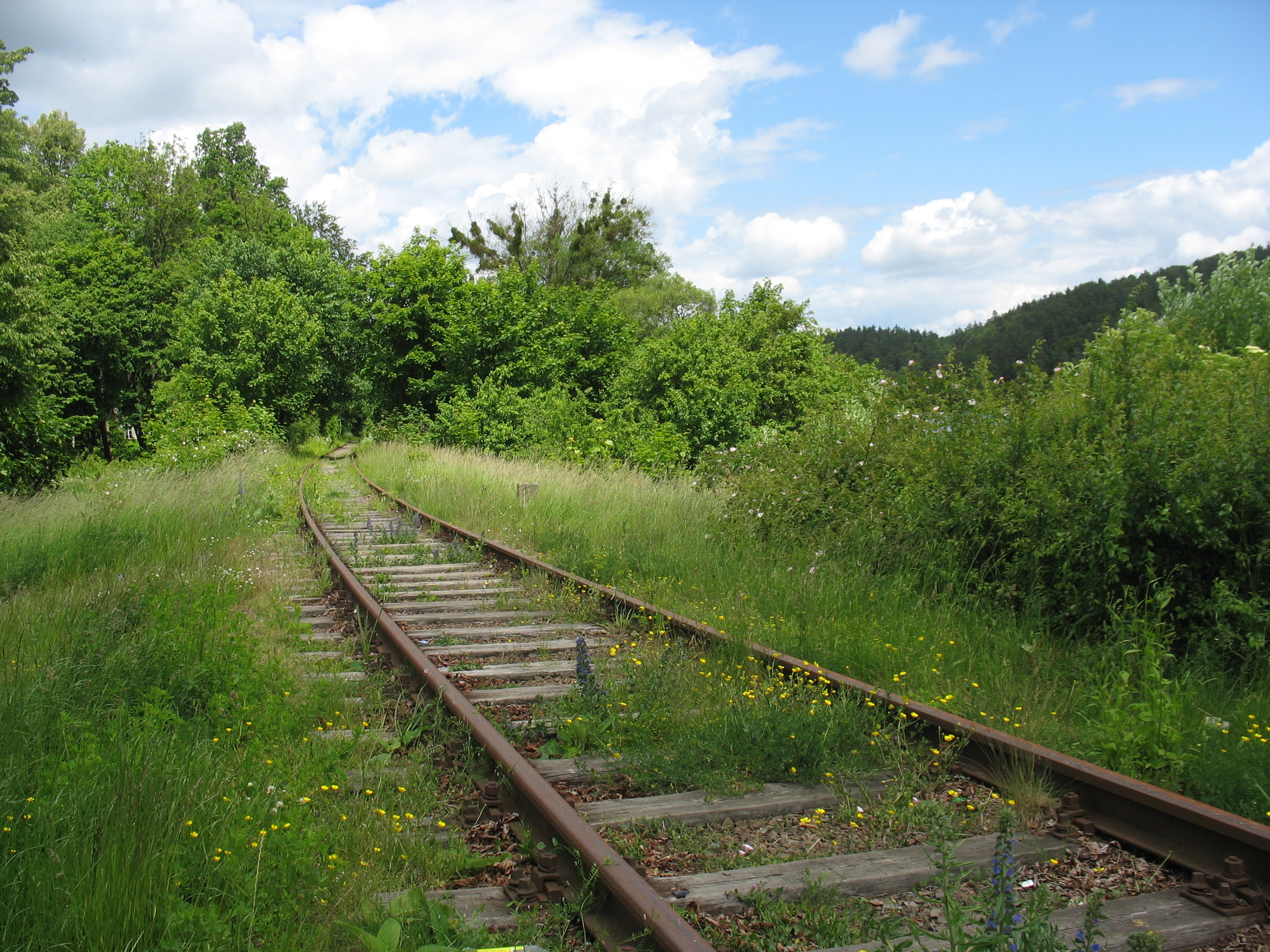
Linia KD w okolicy Łapina